# Korzecznik

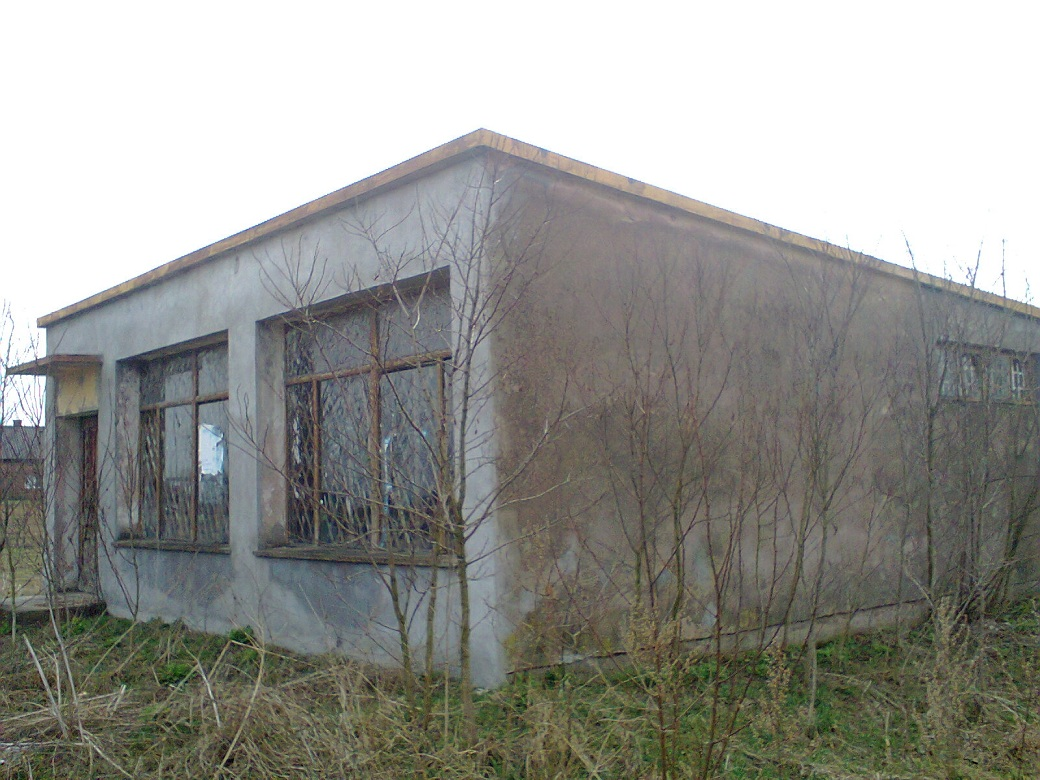
nieczynny sklep w Korzeczniku

Korzecznik – wieś w Polsce; położona w województwie wielkopolskim, w powiecie kolskim, w gminie Kłodawa.
W latach 1975–1998 miejscowość administracyjnie należała do województwa konińskiego.
Co roku w Korzeczniku organizowane są festyny.

## Położenie
Geograficznie wieś znajduje się na Wysoczyźnie Kłodawskiej, niedaleko granicy Kujaw i Wielkopolski; przez miejscowość przepływa rzeka Noteć, która łączy się z Jeziorem Korzecznik.
Miejscowość położona jest na północ od drogi wojewódzkiej nr 263 (Słupca – Sompolno – Kłodawa – Dąbie). Z Korzecznika biegnie droga lokalna przez Korzecznik-Szatanowo do drogi powiatowej (Brdów – Przedecz).

## Szkolnictwo
W Korzeczniku od 1955 r. działa szkoła podstawowa. Obecnie w osobnym budynku mieści się tu także przedszkole. Przy budynku szkoły podstawowej znajduje się plac zabaw i boisko szkolne.

## Inne miejscowości o podobnej nazwie
Zobacz też: Korzecznik-Podlesie, Korzecznik-Szatanowo